# Rue de Compiègne
La rue de Compiègne est une voie du 10e arrondissement de Paris, en France.

## Situation et accès
La rue de Compiègne est une voie publique située dans le 10e arrondissement de Paris. Elle débute au 122, boulevard de Magenta, au carrefour de la rue de Belzunce, et se termine au 25, rue de Dunkerque, au niveau de la place Napoléon-III, devant la gare du Nord.

## Origine du nom
Elle porte le nom de la ville de Compiègne, sous-préfecture du département de l'Oise en raison du voisinage de la gare du Nord.

## Historique
Cette rue, ouverte en 1859, prend sa dénomination actuelle par un arrêté du 19 août 1864.